# STX Entertainment
STX Entertainment ist eine von Robert Simonds gegründete US-amerikanische Filmproduktionsgesellschaft und ein Filmverleih mit Sitz in Los Angeles.

## Geschichte
Im Jahr 2014 wurde STX Entertainment vom Filmproduzent Robert Simonds mit Unterstützung von Bill McGlashan, Managing Partner bei TPG Growth gegründet. Ziel dieses „Filmstudios der neuen Generation“ war es, acht bis zehn starbesetzte Filme pro Jahr zu finanzieren, zu produzieren und auch selbst zu verleihen.
2015 ging STX Entertainment einen Vertrag mit der chinesischen Produktionsfirma Huayi Brothers über die Co-Finanzierung weiterer Filme ab dem Jahr 2016 ein, wodurch STX Entertainment etwa 12 bis 15 Filme pro Jahr produzieren könnte.
Neben der Produktion eigener Filme verleiht STX Entertainment im US-Markt auch Filme anderer Produktionsgesellschaften. So wurden unter anderem die Filme The Gift, Hardcore und Secret in Their Eyes verliehen.

## Filmografie (Auswahl)
- 2014–2015: State of Affairs (Fernsehserie)
- 2015: The Gift
- 2016: The Boy
- 2016: Bad Moms
- 2018: Alex Strangelove
- 2020: Der Spion von nebenan (My Spy)
- 2023: Das Erwachen der Jägerin (The Marsh King’s Daughter)